# Farsta SK
Farsta Schackklubb är en schackklubb på Södermalm i Stockholm med verksamhet på Swedenborgsgatan 24, intill Södra station. Per 1 januari 2020 fanns 59 registrerade medlemmar. Klubben grundades 1952 och var fram till millennieskiftet lokaliserad i Stockholms södra förorter. Klubben är medlem i Stockholms Schackförbund och Sveriges Schackförbund. 

## Historia
Farsta SK grundades den 11 december 1952 under namnet Hökarängens Schackklubb. Stiftarna – skräddaren Karl Hedin, läkaren Lars Wästberg och konstnären Ragnar Svedberg – var hemmahörande i den nybyggda söderförorten Hökarängen. Spellokalen låg i Hökarängens brandstation på 1950-talet och i kyrkan på 1960-talet. Under denna tid var verksamheten koncentrerad på interna klubbturneringar. Från och med 1990-talet är tävlingsverksamheten mer inriktad på lagspel i stockholmsdistriktet och i Allsvenska serien.
De flesta schackklubbar som fanns 1952 är numera nedlagda men Farsta SK har överlevt och har under lång tid lyckats vidmakthålla en yttre tävlingsverksamhet tack vare donationer och sponsring.

## Tävlingsverksamhet
Farsta SK har haft betydande nationella framgångar från 1990-talet och framåt. Regionalt ingår klubben i Elitserien som en av de sex främsta klubbarna i Stockholm. Klubben segrade i Elitserien 1996.
Klubben har tre lag i det allsvenska seriesystemet. Lag 1 har varit etablerat i Elitserien sedan 1997 som en av landets tio främsta klubbar. Det hittills bästa resultatet noterades 1999/2000 med en tredjeplacering. Åren 2013-2018 blev det en sjätteplacering fem år i rad.